# Паметник на Казимир Ернрот
Паметникът на Казимир Ернрот е паметник в Търговище, посветен на руския генерал от финландски произход Казимир Ернрот, участник в Руско-турската война, освободител на редица градове в североизточна България (вкл. Ески Джумая / Търговище) и пръв съветник на княз Александър Батенберг. Той е разположен пред сградата на Архологическата експозиция. Височината на мраморния монумент е 1,83 метра, а на основата – 1,50 метра.

## История
Открит е тържествено през 2013 г. Инициативата за изграждането на паметника е на членовете на Българо-финландското дружество в град Валкеакоски (Финландия) и на Живко Стоянов от Търговище, който живее там. Монументът е открит по повод 180-ата годишнина от рождението на ген. Казимир Ернрот и 100 години от смъртта му.